# Universidad Marquette
La Universidad Marquette (Marquette University en inglés y oficialmente) es una universidad privada, católica, de la Compañía de Jesús (Jesuitas), ubicada en Milwaukee (Wisconsin, Estados Unidos de América). Forma parte de la Asociación de Universidades Jesuitas (AJCU), en la que se integran las 28 universidades que la Compañía de Jesús dirige en los Estados Unidos, y es una de las mayores y más prestigiosas de la asociación. También es la universidad privada más grande del estado de Wisconsin. 

## Historia
La universidad fue fundada en 1881 por el primer Obispo católico de Milwaukee, Martin J. Henni, con el nombre de Jacques Marquette, S.J., misionero jesuita francés del siglo XVII. El Padre Marquette está representado en el sello de la universidad, a bordo de una canoa indígena.

## Vida Estudiantil
Los aproximadamente 11.500 estudiantes proceden de los 50 estados y de 80 países extranjeros. Existen más de 230 asociaciones estudiantiles de toda índole. El periódico estudiantil, The Marquette Tribune, nació en 1916. Desde 2005 otro grupo de estudiantes publica The Warrior, otro periódico, de carácter más conservador. La universidad también cuenta con emisora de radio Marquette Radio, y cadena de televisión MUTV.

## Campus

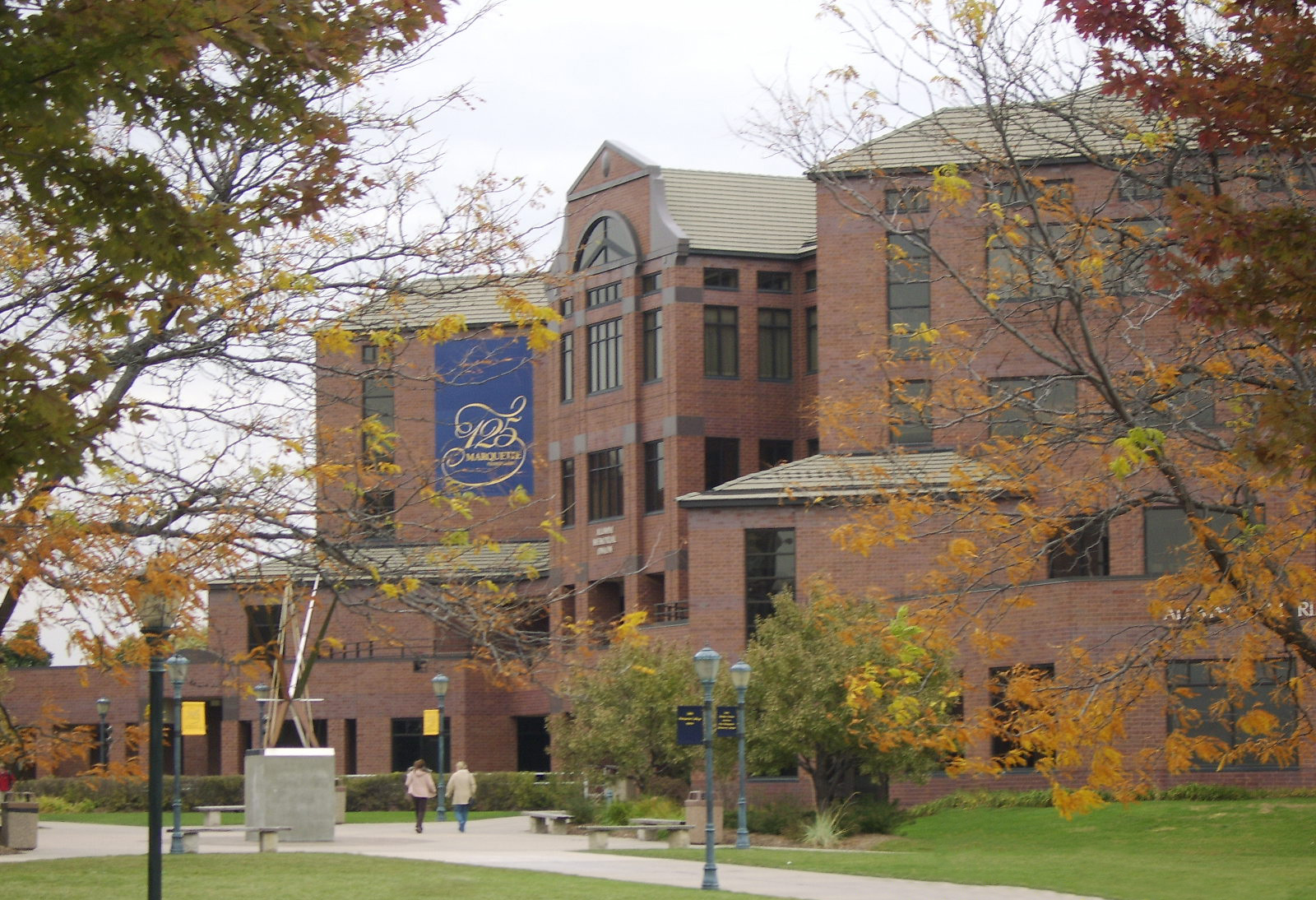
Campus, Alumni Memorial Union

Ocupa 80 acres en el barrio de University Hill, en la ciudad de Milwaukee, de los que 13 están dedicados a instalaciones deportivas, en lo que se conoce como Valley Fields. Dentro del campus se encuentran la capilla de Santa Juana de Arco de Francia del siglo XIV, uno de los edificios más antiguos de los Estados Unidos, traída de Europa piedra a piedra, y el Museo de Arte Haggerty. La Universidad contiene la única escuela de odontología en el estado de Wisconsin.

## Deportes
La Universidad Marquette compite en División I de la NCAA, en la Big East Conference. Ha obtenido el campeonato nacional en Baloncesto masculino en 1977, y disputado la final de 1974.